# Yamandú Orsi
Yamandú Orsi (* 11. 13. června 1967 Canelones) je uruguayský politik, který se po vítězství ve volbách 27. října 2024 stal 1. března 2025 prezidentem Uruguaye. Je členem levicového Hnutí lidové účasti (Movimiento de Participación Popular), které je součástí Široké fronty (Frente Amplio). Od roku 2015 do února 2020 a od listopadu 2020 do roku 2024 zastával funkci intendanta departementu Canelones.
V roce 1991 absolvoval učitelství v Artigas a jako učitel dějepisu učil na různých středních školách v departementech Canelones, Florida a Maldonado. Politice se začal věnovat již v mládí, kdy byl členem sociálně demokratické strany Vertiente Artiguista, později roku 1990 se připojil k Hnutí lidové účasti, které bylo založeno v předchozím roce. V letech 2015 a 2020 byl zvolen intendantem departementu Canelones.